# سوشیانت
سوشینت (به اوستایی: 𐬯𐬀𐬊𐬳𐬌𐬌𐬀𐬧𐬝) یا سوشیانت یا سوشیانس یا استوت ارت (سودرسان، رایان و دانا) رهایی‌بخشی است که در دین زرتشت یا مزدیسنا، منجی نهایی زمین به‌شمار می‌رود. در گاهان این صفت چند بار برای زرتشت آمده؛ اما در دیگر بخش‌های اوستا صفت یا عنوان هر یک از سه موعود زرتشتیان (اخوشیت ارت، اخوشیت نم، اَستَوت اِرِتَ) و به ویژه سومین آنهاست که نام او «استوت ارت» (Astavt Eretah) است. (استوت ارت، هوشیدر و هوشیدر ماه)
در کتب کهن زرتشتی آمده که با ظهور این موعود، جهان پر از عدل و داد شود و نظم نوینی برپا شده، ظلم و ستم از بین می‌رود. پس از ظهور وی همه مردم متدین خواهند بود و دوستی و مهربانی را پیشه خود خواهند ساخت؛ و از آن جا که مردم، گوسفندکشی و گوشت‌خواری را به کنار می‌گذارند نیروی آز کم می‌گردد. برکت زیاد می‌شود و گرسنگی از بین خواهد رفت. در زمان او سال‌ها ۳۶۵ روزه خواهند بود و کبیسه ندارند.
به وسیله دعای سوشیانت، «دیو آشموغ» که نمادی از شرک و گمراهی و دروغ است در خواهد گذشت و سوشیانت با کمک یاران خود به نبرد با اهریمن خواهد شتافت او پنج‌بار، یشت می‌کند که در هر یَشت او، یک پنجم اهریمنان، نابود خواهند شد. سوشیانت راه زرتشت را پیش می‌گیرد. در زمان او خوراک مردم، هفده‌سال از گیاهان است و سی‌سال از آب تغذیه می‌کنند و ده‌سال نیز خوراک مردم، مینوی است. پس از آن که سوشیانت، جهان را از نو کرد، فَرَشگرد (رستاخیز) انجام خواهد شد.

## ریشه
واژهٔ سوشیانت اسم فاعل ساخته شده با پیشوند -انت از مصدر آینده سو است.
واژه «سوشیانس» که از ریشه «سو» به معنی سودمند است، در اوستا سِئوشیانت (Saoshyant) آمده و در پهلوی به اشکال گوناگونی چون: سوشیانت، سوشیانس، سوشانس، سوشیوس یا سیوشوس آمده است. واژهٔ سوشیانت (سئوشینت) گاه به معنای «منجی» ترجمه شده است، اما این منجی، نجات دهنده از گناه و خطا نیست. این واژه به معنی «کسی که خیر می‌رساند» یا «خیر» است. در گات‌ها سه بار به صورت مفرد به کار رفته است. برخی بر این باورند که زرتشت این واژه را به تلویح برای اشاره به خودش به‌کار برده است.
به معنی «سودبخش» یا «سودرسان» و در معنای گسترده، «رهاننده» یا «رهایی‌بخش» است
در فروردین یشت، زامیادیشت، بندهش و جاماسب نامه از سوشیانت یاد شده و گفته شده که گرشاسب هم به عنوان یار سوشیانت ظاهر شده و در نوسازی جهان شرکت می‌کند.
در گاهان (گاتها) که سروده‌های خود زرتشت است و در آن‌ها می‌توان باورهای وی را یافت اشاره چندانی به پایان جهان نشده است، اما چنین می‌نماید که در بندی از گاهان (یسنا ۴۳ بند ۳) سخن از مردی است که در آینده می‌آید و راه نجات را می‌یابد، همچنین در گاهان چند بار به واژهٔ سوشینت برمی‌خوریم که در ادبیات بعدی زرتشت به‌صورت سوشیانس درآمده و منجی نهایی زرتشتی به‌شمار می‌آید.
ست هم چنین از افزون بر تأیید مطلب، سوشیانت به صورت جمع آورده شده است و این یعنی که تعداد سوشیانت‌ها یکی نیست: ((... کی مزدا سپیدهٔ رخشان پیروزی جهان را برخواهد گرفت؟ کی رخشندگی آفتاب دین همه جا را تابان خواهد ساخت؟ کی سوشیانت‌ها فراوانی و زیادگی خواهند یافت تا از پرتو کار و کردارشان، دین گسترده شود. اینک سوشیانتی برای آموزش مردم برپاست و منم، زرتشت که پیرو تو هستم ای اهورا.

## توصیف سوشیانت
در توصیف سوشیانت در اوستا می‌آید که: کجایند آنانی که پرتو راستی وجودشان را فرا گرفته، که با نیرومندی برابر دیو کینه جو ایستادگی کنند و به راستی ای مزدا، این چنین کسان‌اند رهانندگان، سوشیانت‌ها که برای به بار نشستن آیین با دیوان و دیوپرستان به پیکار برخاسته‌اند.
دانا بودن از ویژگی‌های سوشیانت است
سوشیانت دارای نشان فرکیانی بوده و در آخرالزمان ظهور کرده و نخست در کشوری به نام خونیرث که ایران در مرکزیت آن قرار دارد پادشاه شده و سپس بر تمام جهان چیره خواهد شد.
برپایهٔ یشت سیزدهم، بند ۶۲م :زردشت از روی زمین رخت بر نبسته و نطفهٔ بر جای مانده و آن را ۹۹۹۹۹ فروَشی نگاهبانی می‌کنند. روزی، در هنگام به پایان رسیدن زمان، دوشیزه‌ای ازین نطفه بارور خواهد شد که بر تمام دشمنی دیوها و دشمنان مردم پیروز خواهد شد. نام این دوشیزه اِرِدَت فِذری می‌باشد و از دو دوشیزهٔ دیگر به نام‌های «سروتَت فِذری» و «وَنگهوفِذری» نیز یاد می‌شود. این سه از نطفه زردشت بارور شده و سه موعود مَزدَیَسنان که آخرین شان سوشیانت است؛ از آن‌ها زاده خواهد شد. نام دیگر این رهایی‌بخش اَستوَت اِرِتَه می‌باشد که با ظهور وی، رستاخیز مردگان شروع شده و عمر جهان مادی به سر می‌رسد. این نام بخصوص (سوشیانت) برای تعیین آخرین موعود تخصیص یافته و او آخرین مخلوق اهورامزدا خواهد بود.
زامیاد یشت - مقدمه یشت :

فرّ کیانی نیرومند را می ستاییم که مزدا آفریده است، کارامد و چالاک است و سرآمد همهٔ آفریدگان محسوب می شوذ. زیبا و بسیار درخشنده است که اهورا مزدا بدان سوشیانت و همراهانشان را پدیدآورد، فرّی که از آن اهورا می‌باشد و آن را برآن سوشیانت و همراهان گماشت تا آنان جهانی نو بنیان کنند. جهانی فرا صلح همیشه تازه و جوان که پیری و بیماری و فساد در آن راه نباشد و همیشه جاودان می‌ماند، در کتاب‌ها و نوشته‌ها آمده است رستاخیز مردگان و جاودانگی زنده‌ها در این زمان پدیدار می‌شود وسوشیانت به پیدایی و ظهور آید آرمان خویش روا و جهانی نو بنیان کند. درچنین جهانی که برپایهٔ اَشَه استوار است، جاودانگی برپا می‌شود، و دروغ دیگر باره به همان جایی رانده می وشد که از آن جا برای آسیب رسانیدن به راستی و گروندگان آن قیام کرده بود و نیست و نابود می‌گردد.
زامیاد یشت کردهٔ چهاردهم :

فرّ کیانی نیرومند را می ستاییم… هنگامی که اَستوَت اِرِتَه پدید می‌آید…
سوشیانش پیروزگر خوانده شده است. همچنین سوشیانت را آخرین مخلوق اهورا دانسته‌اند. او به همراه خود نشان فرّه کیانی را دارد[۱۸] و باچشم خود، از شش جهت تمام جهان را زیر نظر دارد. [۱۹] نهایت اینکه او به همه جهان سود می‌بخشد و به همه انسان‌ها و حیوانات بی‌رنجی عطا می‌کند.
اما برخی دیگر از کتاب‌های پهلوی می‌گویند که در این مدت، سوشیانت بر کشور مرکزی کشور حکمرانی می‌کند و شش‌یار او به نام‌های رَئوچَس چَئِشمَن، هوَرِچَئِشمَن، فرادَت خوارِنَه ویذَت خوارِنَه، وئُورو نِمه، وئُورو سوه به ترتیب بر سرزمین‌های اَرِزه (کشورغربی)، سَوَه (کشور شرقی)، فِرَدذَفش (کشور جنوب شرقی) ویدَ ذَفش (کشور جنوب غربی) وُروبَرِشت (کشورشمال غربی)، وُروجَرِشت (کشور شمال شرقی) حکمرانی می‌کنند و مجری فرمانهای سوشیانت خواهند بود.

در گاهان، «سوشیانت» چندین‌بار به صورت مفرد آمده است و در حقیقت، صفتی است که زرتشت به خود اطلاق می‌کند اما در یسنه ۴۵: ۱۱ او به صورت کسی است که اهریمن را ذلیل می‌کند.[۲] هم چنین در گاهان، سوشیانت به صورت جمع، بر زرتشت و یاران وی اطلاق می‌شود.[۳] در یسنه ۴۳: ۱۳ به کسانی هم که بر طبق فرمان اهوره مزدا و وجدان خود قدم برمی‌دارند نیز اطلاق شده است. در یسنه ۴۶: ۳ نیز سوشیانتها را راستاندیشانی می‌داند که هدفشان اهورامزدا است و برای استواری جهان راستی تلاش می‌کنند و از آموزه‌ها و فرموده‌های اهورامزدا پیروی می‌کنند. در اوستای متأخر نیز نام وی دیده می‌شود. در «فروردین‌یشت» از سه منجی «اوخیشت ارت» (پرورانندهٔ قانون) «اوخیشت‌نمه» (پرورانندهٔ نماز) و «استوت‌اَرت» (فناناپذیر) آمده است.
گاهی نیز واژه سوشیانت، به هر سه منجی اشاره دارد هرچند که این اسم، مخصوص منجی سوم است.[۴] در اوستای متأخر، واژهٔ سوشیانت به صورت مفرد آمده که مقصود از آن منجی آخرالزمان بوده است.

برپایه یکی از باورهای محلی در منطقه سیستان، روزگاری در آینده زمانی که دوشیزه‌ای در آب دریاچه هامون آبتنی می‌کند، بارور شده و فرزندی از وی پدید می‌آید که همان سوشیانت است. نتیجه رسوب این باور را در رسوم قدیمی مردم روستاهای اطراف این دریاچه می‌توان دید که هر ساله در زمانی معین زیباترین دوشیزه روستا را با آیینی خاص به لب دریاچه برده و به آبتنی وامی‌داشتند. باور به ظهور یک منجی نهایی از جمله باورهای مشترک اکثر ادیان و مذاهب است.همچنین در برخی از منابع از سواحل آبهای کالن اوایه به عنوان زادگاه سوشیانت ذکر شده است. ظهور او در آخرالزمان رخ می‌دهد و با فر کیانی بر همهٔ جهان چیره خواهد شد.

## نشانی‌های ظهور سوشیانت
در جاماسب‌نامه در این مورد آمده که: «آن‌گاه که زمان هشیدر فرارسد علاماتی پدید آید، نخست این‌که شب‌ها روشن‌تر از همیشه باشد. دوم این‌که ستاره هتورنگ جای خود را بگرداند و به سوی خراسان گراید. سوم این‌که مردمان به همدیگر نیک‌اندیش نباشند و درآمد آنان یکی از دیگری بیشتر باشد. چهارم اینکه مردمان پیمان‌شکن باشند و عهد را نپایند. پنجم این‌که فرومایگان زبردست گردند و نیکان و پرهیزگاران زیردست گردند. ششم این‌که نابکاران سرکار آیند و اهل دانش و خرد خانه‌نشین گردند. هفتم این‌که دیو آز ستمکارتر باشد. هشتم اینکه جادویی در آن زمان رواج یابد. نهم این‌که حشرات مضر و چهارپایان شروع به زیان رساندن کنند. دهم این‌که بدخواهان دین بهی و دشمنان ایران و مخالفانش شروع به تمسخر دانشمندان و روحانیون دین ایران گردند و آنان را کوچک شمارند. یازدهم این‌که دروغ و ناسزا افزونتر شود و راستی و درستی خوار شمرده شود. دوازدهم این‌که تابستان از زمستان بازشناخته نشود. سیزدهم این‌که مهر و دوستی و آشتی به کینه و دشمنی و ستیزگی برگردد و مردم در پی نابودی یکدیگر باشند. چهاردهم آنکه آنانی که در آن هنگام از مادران خود زائیده شوند ناپاک‌تر و ستمکارتر باشند و مرگشان زودتر فرارسد. پانزدهم این‌که بزرگان را ارجمند ندارند و با محترمین بی‌شرم باشند و میل به دروغ و فتوای دروغ نمایند. شانزدهم این‌که دریاچه‌ای هست در سیستان که طغیان کند و شهرستان را آب ببرد و همه‌جای سیستان پر از آب باشد.»

## سوشیانت در مقایسه با موعودهای ادیان دیگر
طبق متون پهلوی مانند بندهشن و جاماسب‌نام نطفهٔ زرتشت پس از مرگ او در دریاچه‌ای مقدس (کیانسه یا فراخ‌کرت) محفوظ می‌ماند. در پایان زمان، دوشیزه‌ای باکره برای برداشتن آب به دریاچه می‌رود و بی‌آنکه تماس انسانی باشد، نطفهٔ زرتشت در رحم او جای می‌گیرد و او سوشیانت را به دنیا می‌آورد. این روایت با مفهوم «باکره‌زایی» (virgin birth) در اسطوره‌شناسی قابل مقایسه است، مانند مریم در مسیحیت یا بعضی روایت‌های بودایی و هندو.
در مذهب شیعه، اعتقاد به شعیب بن صالح وبعد ظهور مهدی موعود است. سوشیانت در آیین زرتشتی موعود نهایی و نجات‌بخش بشر است که در پایان جهان ظهور می‌کند تا با اهریمن بجنگد، مردگان را برخیزاند و رستاخیز را آغاز کند. او انسانی زاده‌شده از نسل زرتشت است و بیشتر مقدس است تا الهی. برخلاف عیسی در مسیحیت که فرزند خدا و از دوشیزه‌ای به نام مریم است، یا مهدی در اسلام که احیاگر دین و عدالت‌گستر است، سوشیانت بیشتر چهره‌ای اسطوره‌ای با نقش کیهانی دارد. او با مسیحا در یهودیت، کالکی در هندوئیسم، و متره‌یا در بودیسم اشتراکاتی چون ظهور آخرالزمانی و نابودی شر دارد، اما منشأ، نقش و خاستگاه هرکدام متفاوت است.

## آمدنبهرام شاه ورجاوند
نوشته زیر یکی از متون کهن پهلوی است که از زمان‌های صدر اسلام برجامانده است و افرادی
همچون صادق کیا در کتاب پژوهشنامه فرهنگستان زبان ایران یا محمد تقی بهار در قصیده
های پهلوی خود ترجمه آن را آورده‌اند. این متن حاکی از آن است که ایرانیان از یورش
سپاه اسلام به ایران و دادن میلیون‌ها درهم خراج به سران اسلام ناخشنودند و حاضر به پذیرش
این دین نیستند و به همین دلیل در آرزوی آمدن شخصی به نام بهرام شاه ورجاوند هستند تا وی
ناجی مردم ایران‌شهر شود و ایرانیان را از دست دین اعراب و خلفای تازی رهایی بخشد تا در
نهایت کشوری ایران به دست ایرانیان اداره گردد و دگر بار درفش کاویانی را شاه بهرام کیانی
برافراشته کند. این متن در متون پهلوی کتابخانه ملی ایران نیز وجود دارد و از مشهورترین
اسناد تاریخی می‌باشد.
کی باشد کی پیکی آید از هندوستان

که بگوید آمد آن شاه بهرام از دوده کیان

که او را پیل است هزار، بر سران سر است پیلبان

که درفش آراسته دارد بر آئین خسروان

پیش لشکر برندا به سپاه سالاران

مردی پیک، باید کردن زیرک ترجمان

که شود بگوید به هندوان

که ما چه دیدیم از دشت تازیان

بر یک گروه دین نزار کردند و بیوژدند شاهنشاه ما و کسی که آزاده بود ایشان

چون دیوان دین دارند (تازیان)، چون سگ خورند نان

بستدند پادشاهی از خسروان

نه به هنر نه به مردی بلکه به افسوس و ریشخند بستدند، گیرند به ستم از مردمان

زن و خواسته‌های شیرین، باغ و بوستان

جزیه برنهادند، بخشیدند بر سران

با ستم خواستند ساو گران

به نگر که چند به افگند آن دروج در این جهان

که نیست بدتر از او اندر جهان

از ما بیاید آن شاه بهرام ورجاوند، از دوده کیان

بیاوریم کین تازیان

چون رستم که آورد یکصد سیاوشان، مزگت‌ها (مسجدها) را فرو هلیم و سپس به نشانیم

آتشان (آتشکده‌ها) 

بتکده‌ها را برکنیم و پاک کنیم از جهان

تا ویران شود دروج زادگان (پیمان شکنان) از این جهان

فرجام یافت با شادی و رامش آنکس که این متن را باقی گذاشت. انوشه باد. ایدون باد .

بی ارتباط نیست که مشابه همین گفتار که فردوسی بزرگ در شاهنامه خود در شکایت از اوضاع ایران پس از اسلام به جای گذاشته است را نیز بیاوریم، تفسیر این اشعار که حکایت از پیش‌بینی‌های فردوسی از اوضاع دارد با پیشگویی‌های جاماسب نامه بسیار همخوانی دارد. از جمله این‌که سخن‌ها به کردار بازی شوند یعنی مردم به مسخرگی سخن می‌گویند، مردم از راستی می‌گردند و پیمان‌شکن می‌شوند و غیره که در ابیات زیر معجزه وار سخن گفته است: 

چنین است پرگار چرخ بلند 
 که آید بر این پادشاهی گزند 

از این مار خوار اهرمن چهرگان 
 زدانایی و شرم بی بهرگان 

نه گنج و نه نام و نه تخت و نژاد 
 همی داد خواهند گیتی به باد 
```
...
```

به ایرانیان زار و گریان شدم 
 ز ساسانیان نیز بریان شدم 

دریغ آن سر و تاج و آن تخت و داد 
 دریغ آن بزرگی و فر و نژاد 

کزین پس شکست آید از تازیان 
 ستاره نگردد مگر بر زیان 

برین سالیان چار صد بگذرد 
 کزین تخمه گیتی کسی نسپرد 
```
...
```

که من با سپاهی بسختی درم 
 به رنج و غم و شوربختی درم 

چو گیتی شود تنگ بر شهریار 
تو گنج و تن و جان گرامی مدار 

کز این تخمهٔ نامدار ارجمند 
 نماندست جز شهر یا ر بلند 

بکوشش مکن هیچ سستی بکار 
 که چون او نباشد دگر شهریار 

ز ساسانیان یادگار اوست بس 
 کزین پس نبینند ازین تخمه کس 

دریغ آن سر و تاج و آن مهر و داد 
 که خواهد شدن تخم شاهی بباد 
```
...
```

چو با تخت منبر برابر شود 
 همه نام «بوبکر» و «عمٌر» شود 

تبه گردد این رنجهای دراز 
 شود ناسزا شاه گردن فراز 

نه تخت و نه دیهیم بینی نه شهر 
 ز اختر همه تازیان راست بهر 
```
...
```

برنجد یکی دیگری برخورد 
 به داد و به بخشش کسی ننگرد 

ز پیمان بگردند و از راستی 
 گرامی شود کژّی و کاستی 

پیاده شود مردم جنگجوی 
 سوار آنکه لاف آرد و گفتگوی 

رباید همی این از آن آن ازین 
 ز نفرین ندانند باز آفرین 

نهانی بتر زآشکارا شود 
 دل شاهشان سنگ خارا شود 

بداندیش گردد پدر بر پسر 
 پسر بر پدر همچنین چاره گر 

شود بندهٔ بی هنر شهریار 
 نژاد و بزرگی نیاید به کار 

به گیتی نماند کسی را وفا 
 روان و زبانها شود پر جفا 

ازایران و از ترک و از تازیان 
 نژادی پدید آید اندر میان 

نه دهقان نه ترک و نه تازی بود 
 سخن‌ها به کردار بازی بود 

همه گنجها زیر دامن نهند 
 بمیرند و کوشش به دشمن دهند 
```
...
```

چنان فاش گردد غم و رنج و شور 
 که رامش به هنگام بهرام گور 

نه جشن و نه رامش نه کوشش نه کام 
 همه چاره و تنبل و ساز دام 

زیان کسان از پی سود خویش 
 بجویند و دین اندر آرند پیش 

بزرگان که در قادسی با منند 
 درشتند و بر تازیان دشمنند 

گمانند کاین پیش بیرون شود 
 ز دشمن زمین رود جیحون شود 

ز راز سپهری کس آگاه نیست 
 ندانند کاین رنج کوتاه نیست 